# Hoét đen cánh trắng

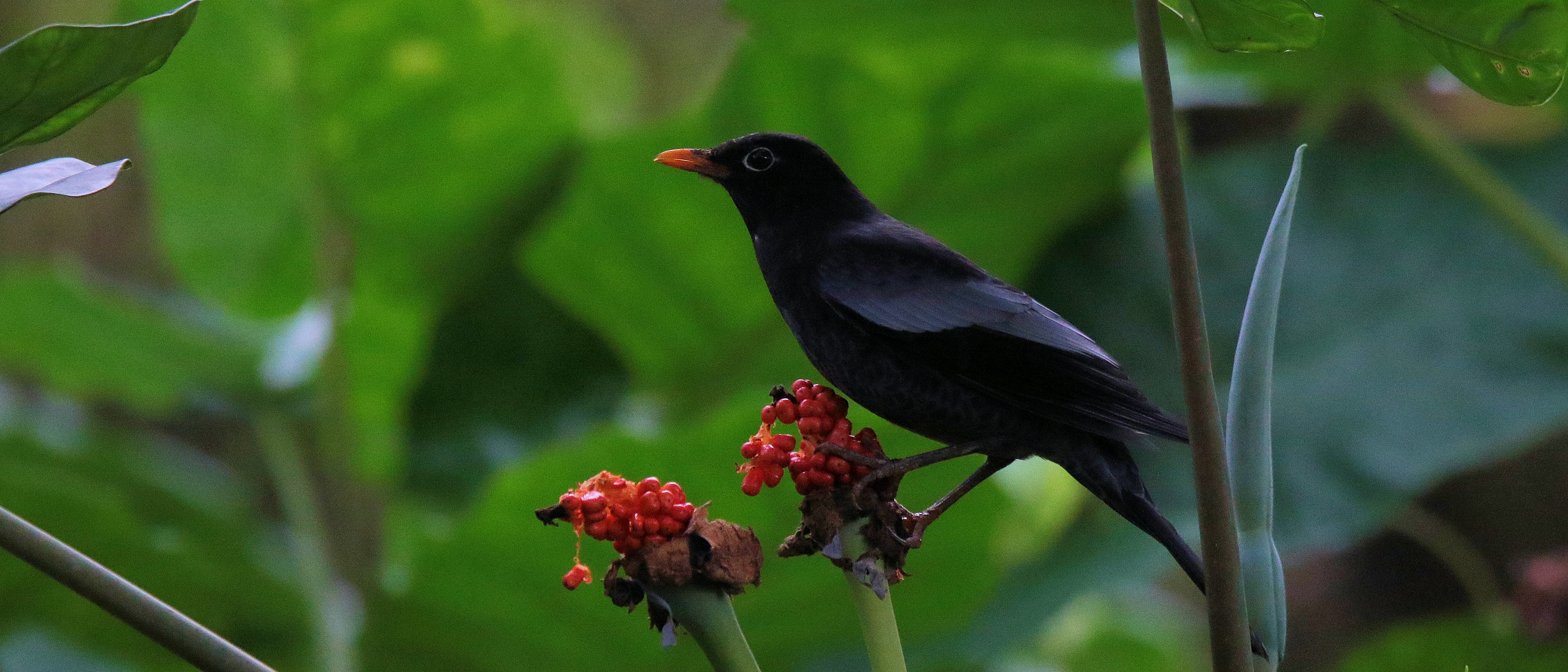

Turdus boulboul là một loài chim trong họ Turdidae.